# Hydropsyche mutensis
Hydropsyche mutensis là một loài Trichoptera trong họ Hydropsychidae. Chúng phân bố ở miền Cổ bắc.